# Modenbach (Kaltenbach)
Der Modenbach ist ein 31⁄2 Kilometer langer Bach im Pfälzerwald in Rheinland-Pfalz und ein rechter Nebenfluss des Kaltenbachs.

## Geographie

### Verlauf
Der Modenbach, der durchwegs innerhalb der Frankenweide im Wald verläuft, entspringt auf der Waldgemarkung der Ortsgemeinde Wilgartswiesen südöstlich des Ortsteils Hermersbergerhof in einer Höhe von ca. 359 m ü. NHN und fließt in östlicher bis allenfalls nordöstlicher Richtung. Im Süden über seiner Quelle erhebt sich bis auf 553,3 m ü. NHN der Katzenkopf. Nach der Hälfte seines Verlaufs ist er bis zu seiner Mündung Gemarkungsgrenze zwischen der Ortsgemeinde Wilgartswiesen im Landkreis Südwestpfalz am linken und der Ortsgemeinde Rinnthal im Landkreis Südliche Weinstraße am rechten Ufer. Nach 3,4 Kilometern mit mittlerem Sohlgefälle von rund 40 ‰ mündet er schließlich auf ca. 222 m ü. NHN und damit etwa 137 Höhenmeter unterhalb seines Ursprungs von rechts in den Kaltenbach.

### Zuflüsse
- (Bach aus den Tal Wüstteich), von rechts und Süden auf etwa 278 m ü. NHN, 0,5 km und 0,4 km²
- (Bach aus dem Kullmannstal), von links und Nordwesten auf etwa 238 m ü. NHN, 1,7 km und 1,5 km²

## Geologie
Der Bach hat sich im Laufe der Erdgeschichte tief in den örtlichen Buntsandstein eingegraben.

## Tourismus
Der Bach verläuft ausnahmslos durch unbesiedeltes Gebiet im Wald. Dem Unterlauf entlang folgt bis zur Mündung am rechten Ufer ein Wanderweg, der mit einem blau-gelben Balken markiert ist.